# Guido Milana
Guido Milana (ur. 2 marca 1954 w Rzymie) – włoski polityk i samorządowiec, eurodeputowany VII kadencji.

## Życiorys
Pracę zawodową rozpoczął w 1973, pięć lat później został stowarzyszenia spółdzielni rolnych w Lacjum. Później pracował na kierowniczych stanowiskach w krajowym związku spółdzielni rolniczych (Associazione Nazionale delle cooperative agricole) i regionalnych organizacjach konsumenckich.
W 1989 został radnym 12. dzielnicy Rzymu, a w 1995 przewodniczącym związku komunalnego. Wybrano go też wkrótce do rady prowincji Rzym. Od 1999 do 2005 sprawował urząd burmistrza Olevano Romano, następnie wszedł w skład rady regionu Lacjum, a w latach 2007–2009 był jej przewodniczącym.
Należał m.in. do partii Margherita, z którą w 2007 przystąpił do Partii Demokratycznej.
W wyborach w 2009 z listy PD uzyskał mandat posła do Parlamentu Europejskiego VII kadencji. Przystąpił do grupy Postępowego Sojuszu Socjalistów i Demokratów, został wiceprzewodniczącym Komisji Rybołówstwa.